# Grottobaai
Grottobaai è una località costiera sudafricana situata nella municipalità distrettuale di West Coast nella provincia del Capo Occidentale.

## Geografia fisica
Il piccolo centro abitato, a carattere prettamente residenziale e vacanziero, si affaccia sull'oceano Atlantico a circa 50 chilometri a nord di Città del Capo.